# کادیلاک اسکالا
کادیلاک اسکالا (به انگلیسی: Cadillac Escala) یک خودروی مفهومی است که توسط کادیلاک برای پبل بیچ کانکورز دلیگانس ۲۰۱۶ ساخته شده است. آخرین نمونه از سه خودروی مفهومی که در ابتدا در سال ۲۰۰۷ طراحی شد، قبل از آن توسط سیل و المیراج ساخته شد که به ترتیب در سال‌های ۲۰۱۱ و ۲۰۱۳ معرفی شدند. اسکالا زبان طراحی آینده کادیلاک را پیش‌نمایش می‌کند، که تکاملی در فلسفه طراحی هنر و علم است که بیش از یک دهه است که روی خودروهای آن استفاده شده است.
اسکالا برای اولین بار از طریق یک ویدیو تریلر در ۱۵ اوت ۲۰۱۶ اعلام شد. نام آن که یک روز قبل از عرضه عمومی آن فاش شد، از واژه اسپانیایی مقیاس گرفته شده است. این به اسکالا اشاره دارد که از یک نسخه دراز از پایه‌های امگا کادیلاک سی‌تی۶ استفاده می‌کند، که تقریباً شش اینچ طولانی‌تر از دومی است. این خودرو در یک مهمانی کوکتل در کارمل-بای-د-سی، کالیفرنیا در ۱۸ اوت ۲۰۱۶، که با حضور رئیس کادیلاک، یوهان دی نیشن، معاون طراحی جهانی جنرال موتورز، مایکل سیمکو و مدیر اجرایی کادیلاک، رونمایی شد. طراحی جهانی اندرو اسمیت به همراه چندین مدیر اجرایی دیگر.
اگرچه هنوز به‌طور رسمی برای تولید تأیید نشده است، اما توسط د نیشن به عنوان «افزودنی بالقوه به برنامه محصول فعلی ما» در یک بیانیه مطبوعاتی توصیف شد، که سرنوشت نهایی آن توسط باروری بازار سدان‌های لوکس شاخص تعیین می‌شود. با این حال، پیش‌نمایش طراحی، پیشرانه و سایر ویژگی‌های فناوری پیشرفته در حال حاضر در حال توسعه است که قرار است در آینده در دیگر خودروهای تولیدی کادیلاک ظاهر شوند.

## بررسی اجمالی

### بیرونی
نمای بیرونی، رنگ آمیزی شده به رنگ قهوه‌ای مایل به مشکی مرواریدی نه لایه "Gaia"، نشانه‌های طراحی دوران هنر و علم کادیلاک را با نشانه‌های مدرن تر ترکیب می‌کند، و اولین کادیلاک است که دارای چراغ‌های جلو افقی از زمان تولید سویل در سال ۲۰۰۴ است. این کار به این منظور انجام شد که ظاهری هماهنگ‌تر و هماهنگ‌تر به خودرو بدهد، که در آن سادگی موضوعی رایج در طراحی اسکالا است. آنها با دو نوار عمودی از لامپ‌های روز OLED که درست زیر چراغ‌های جلو قرار گرفته‌اند تکمیل می‌شوند. یک نشان کادیلاک یکنواخت، مشبک مشبک سه بعدی را که با چندین تاج مینیاتوری طرح‌ریزی شده است، تزئین می‌کند. این خودرو به عنوان یک سقف سخت چهار در با خط سقف عقب شیبدار طراحی شده است که ظاهری ورزشی تر می‌دهد، با در عقب بالابر در انتهای عقب. هنگامی که در صندوق عقب باز می‌شود، کف بار بالا می‌رود تا دسترسی آسان‌تر به چمدان را امکان‌پذیر کند. پیچیدگی هافمایستر نیز در ستون C خودرو وجود دارد که به ندرت برای کادیلاک دیده می‌شود و احتمالاً ادای احترام به کوپه‌های کادیلاک فست بک اواخر دهه ۱۹۴۰ است. چراغ‌های عقب عمودی مشخص کادیلاک بازسازی شده‌اند و اکنون با یک نوار افقی اضافه شده‌اند. این خودرو بر روی چرخ‌های دولایه ۲۲ اینچی قرار می‌گیرد که با لاستیک‌های ۲۰ اینچی که با همکاری میشلین ساخته شده‌اند و کادیلاک شورون منحصراً روی آج تایر حک شده است. انتظار می‌رود که نمای جلویی جدید طراحی شده از اواخر سال ۲۰۱۸ به مدل‌های تولیدی کادیلاک راه پیدا کند.

### داخلی
فضای داخلی دست‌ساز «شخصیت دوگانه» به‌طور خاص برای ترکیب امکانات فنی راننده و راحتی سرنشینان عقب در یک خودرو طراحی شده است. یک صفحه نمایش OLED منحنی عریض و سه لایه که با سامسونگ ساخته شده است در سراسر داشبورد در محفظه راننده کشیده شده است، در حالی که با نمایشگرهای کوچکتر و جمع شونده در پشت صندلی‌های جلو برای سرنشینان عقب همراه است. سقف فلزی معمولی با یک سقف شیشه‌ای پانوراما جایگزین شده است، که همراه با عدم وجود ستون‌های B، احساس «هوا» بیشتری را به خودرو می‌دهد که با سقف‌های سخت کادیلاک از دهه ۱۹۵۰ تا ۱۹۷۰ مرتبط است. بیشتر تودوزی‌ها، از جمله پشتی صندلی، پانل در و داشبورد پایینی، با چرم خاکستری کم رنگ مشابه آنچه در کت و شلوارهای طراحان استفاده می‌شود، به پایان رسیده است، که با پشم سفید بافته شده در تضاد است. الهه معروف پرواز کادیلاک که توسط ویلیام شنل در سال ۱۹۳۰ طراحی شد و آخرین بار در دهه ۱۹۵۰ ظاهر شد، پس از یک وقفه طولانی به شکل حکاکی روی کنترلر اطلاعات سرگرمی شیشه‌ای خودرو که جایگزین سیستم قدیمی CUE می‌شود، بازگشت.

### پیشرانه
اسکالا از یک موتور ۴٫۲ لیتری دو توربوشارژ دوگانه با میل بادامک بالای سر وی۸ انحصاری کادیلاک بهره می‌برد که ۵۰۰ اسب بخار قدرت تولید می‌کند که قرار است به عنوان گزینه موتور قدرتمندتر در سی‌تی۶ معرفی شود. این موتور از سیستم جدید غیرفعال کردن سیلندر مدیریت سوخت فعال جنرال موتورز استفاده می‌کند که به موتور اجازه می‌دهد برای بهره‌وری بهتر سوخت روی چهار سیلندر کار کند. این خودرو از پلت‌فرم Omega دیفرانسیل عقب با مواد ترکیبی مشترک با سی‌تی۶ استفاده می‌کند، اگرچه ۴٫۷ اینچ بزرگ‌تر شده است که در مقایسه با دومی، طول کلی ۶٫۵ اینچ اضافی به خودرو می‌دهد.

### کادیلاک لغوشده سی‌تی۸
کادیلاک سی‌تی۸، یک سدان پرچمدار بزرگتر از سی‌تی۶ توسط جنرال موتورز لغو شد. ثبت اختراع جنرال موتورز نشان دهنده نسخه کوپه احتمالی سی‌تی۸ است.

## رسانه
اسکالا در تبلیغات کادیلاک به عنوان نمادی از آینده کادیلاک نشان داده شد.